# Кантарджиев, Михаил
Михаил Кантарджиев (24 октября 1910, Лом — 20 ноября 2002, София) — болгарский шахматист.
Многократный участник чемпионатов Болгарии. Лучший результат — 2-е место на 5-м чемпионате в 1937 году. В составе сборной Болгарии участник 8-й Олимпиады (1939) в Буэнос-Айресе (показал лучший результат на 4-й доске в финале В). 

## Спортивные достижения
| Год  | Город        | Турнир                  | + | − | = | Результат | Место |
| ---- | ------------ | ----------------------- | - | - | - | --------- | ----- |
| 1936 | София        | 4-й чемпионат Болгарии  | 4 | 4 | 4 | 6 из 12   | 6—7   |
| 1937 | София        | 5-й чемпионат Болгарии  | 4 | 1 | 4 | 6 из 9    | 2     |
| 1938 | Варна        | 6-й чемпионат Болгарии  | 7 | 3 | 1 | 7½ из 9   | 4—5   |
| 1939 | Буэнос-Айрес | 8-я Олимпиада           | 8 | 2 | 1 | 8½ из 11  |       |
| 1940 | София        | 7-й чемпионат Болгарии  | 4 | 1 | 4 | 4½ из 9   | 6     |
| 1943 | София        | 9-й чемпионат Болгарии  | 5 | 7 | 2 | 4½ из 9   | 9—10  |
| 1945 | София        | 10-й чемпионат Болгарии | 6 | 8 | 7 | 9½ из 21  | 16    |
| 1946 | София        | 11-й чемпионат Болгарии | 6 | 2 | 9 | 10½ из 17 | 6—8   |